# 奧斯維爾

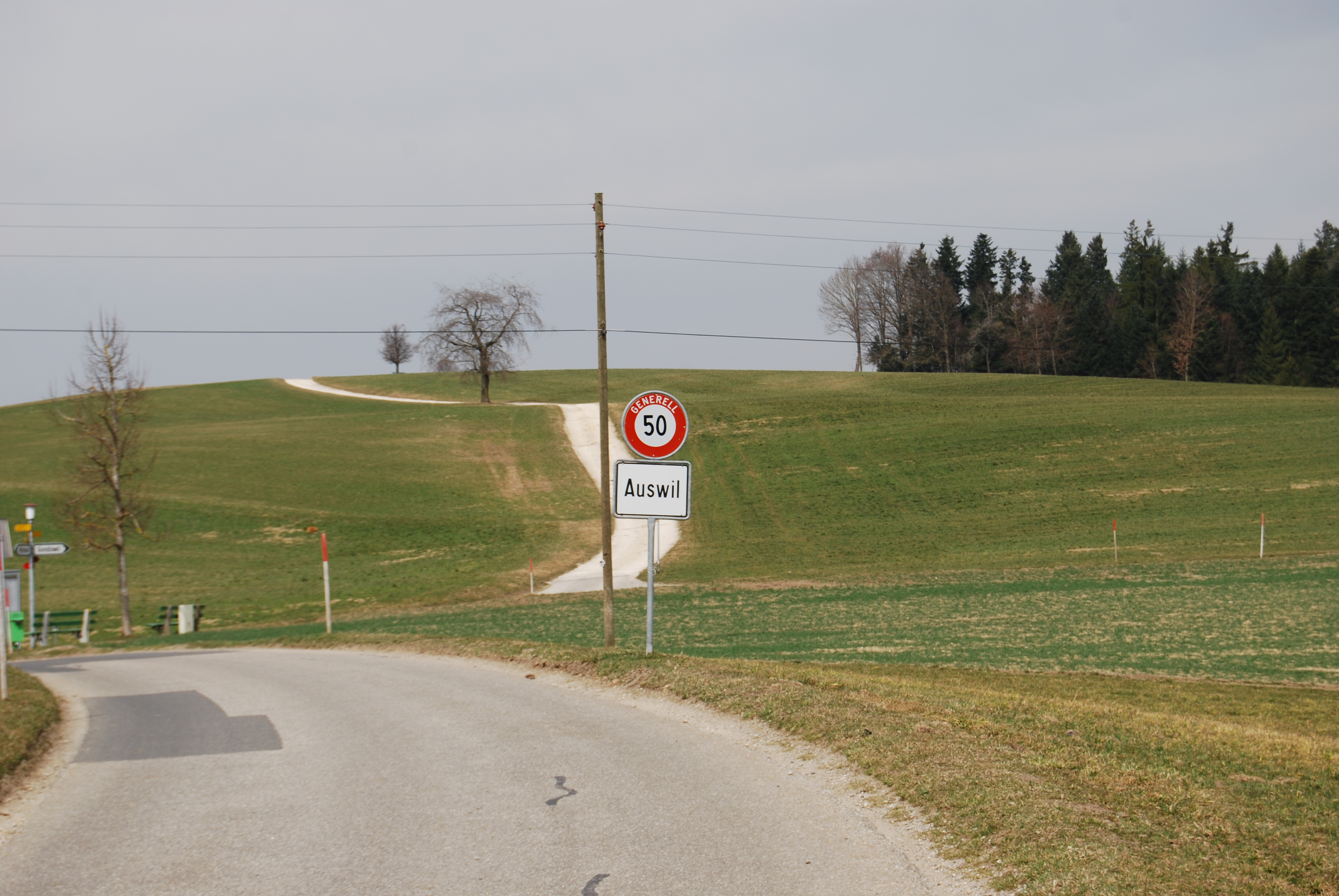

奧斯維爾是瑞士的城鎮，位於該國中部，由伯恩州負責管轄，面積4.65平方公里，海拔高度650米，2011年人口454，八成半人口信奉基督教，人口密度每平方公里98人。